# Sílvio José Canuto
Sílvio José Canuto (født 17. januar 1977) er en brasiliansk fodboldspiller.